# Городищенська сільська бібліотека

## Історія бібліотеки

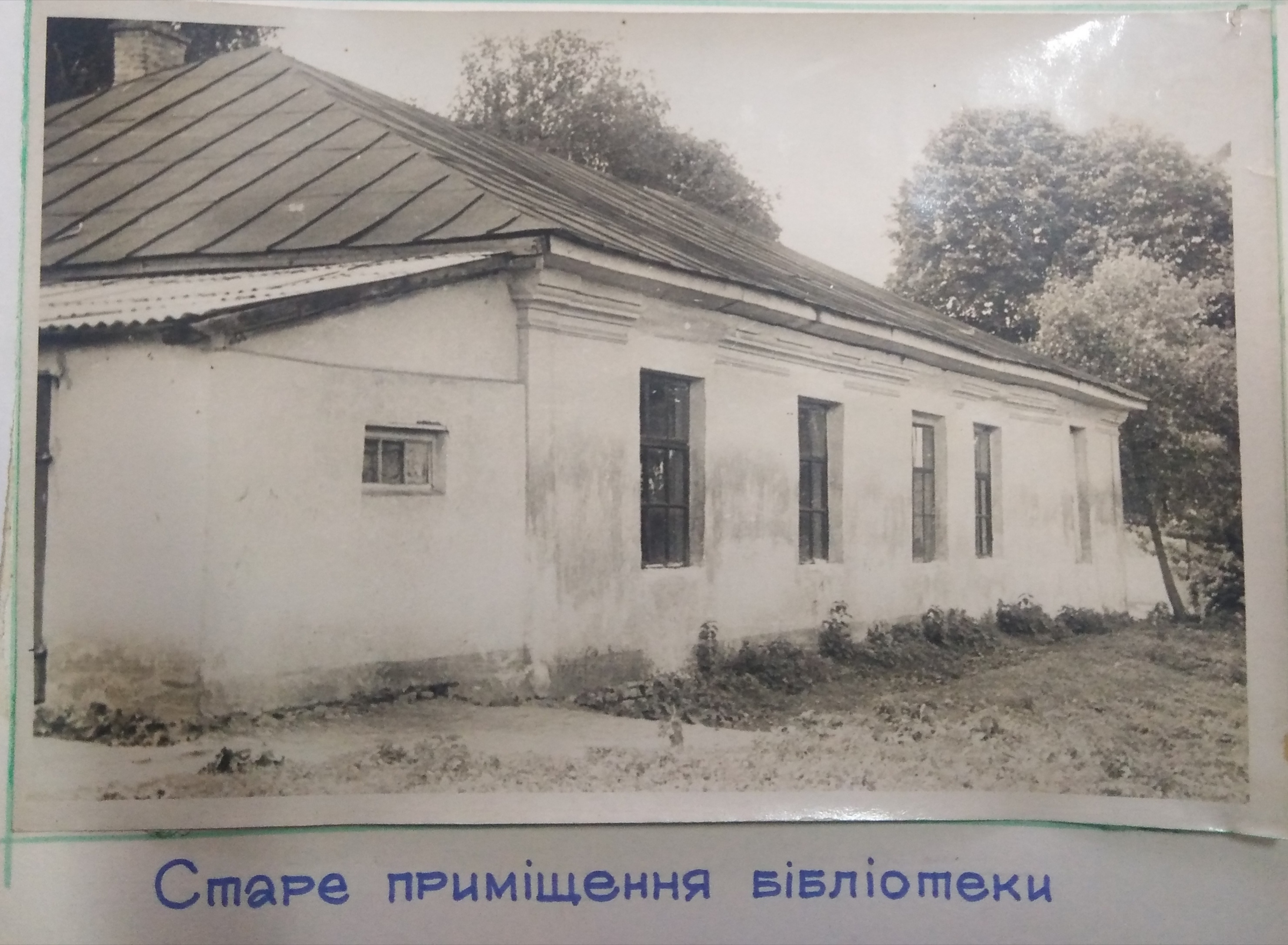

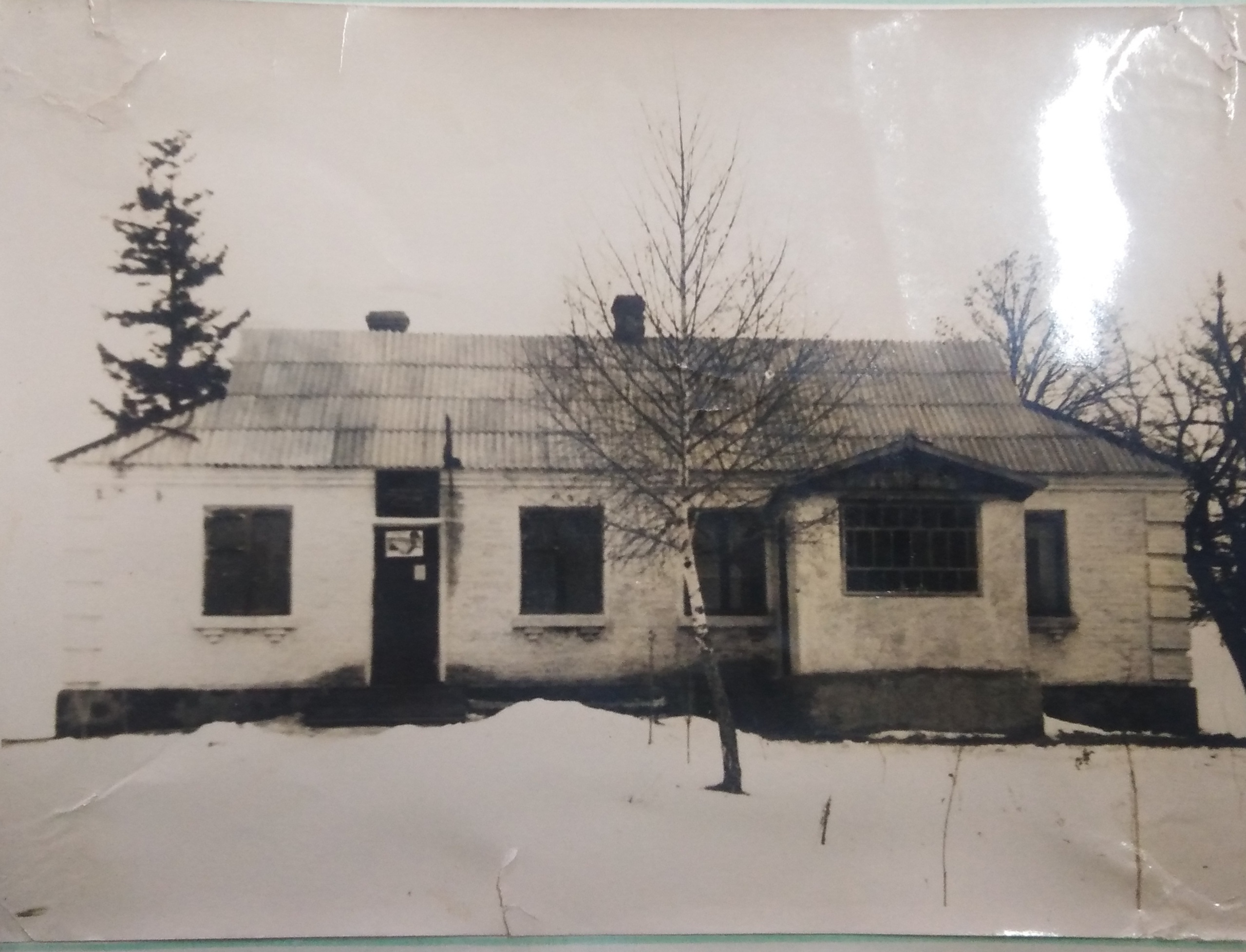

Історія села Городище Шепетівського району Хмельницької області походить з давньої давнини. Воно живописно розташоване на декількох підвищеннях, які розділяються маленькою річкою Гускою та радгоспними ставками. Село потопає в садах. Городище (Шепетівський район)

В селі розпочала працювати сільська бібліотека в 1947 році, а до того часу була хата-читальня. Першим бібліотекарем працювала Рощук Роза Павлівна. Бібліотека була розташована у сільському клубі, який розрахований на 150 місць, в бібліотеці налічується 7 тис. книг , 640 читачів. В даний час на тому місці побудований костел.
Згодом у 1961 році очолила бібліотеку Яворська Емілія Вікентіївна 1940 року народження. Ентузіаст бібліотечної справи. Працювала вона по 14 квітня 1965 року, закінчила Камянець- Подільський культосвітній технікум. Книжковий фонд бібліотеки становить біля 12 тис. книг, читачів— 500. Емілію Вікентіївну згадують добрим словом методисти з центральної бібліотеки, які надавали у роботі.
В 1964 році було збудоване нове приміщення, в якому розмістилася бібліотека та сільська рада. Із 1965 року завідувала бібліотекою Максимчук Ніна Віталіївна. Працювала у бібліотеці біля 10 років, завоювала авторитет серед односельців і згодом її обрали головою Городищенської сільської ради. Ніна Віталіївна нагороджена грамотами, медаллю, неодноразово мала подяки від районного відділу культури. В бібліотеці на той час книжковий фонд становить більше 20 тис. книг, читачів нараховувалося 1400.

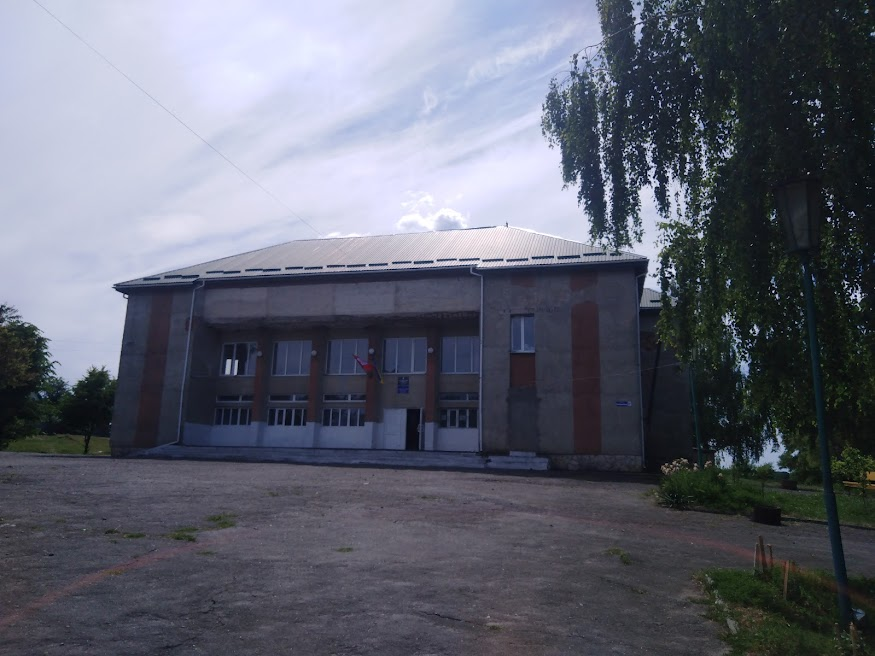
Приміщення бібліотеки з 1990р.

Бібліотека стає центром культурно- масової роботи на селі. Проводяться вечори книги, диспути, усні журнали, екскурсії до бібліотеки. При бібліотеці діє драматичний гурток, яким керує завідуючий клубом Микишинець Ілля Андрійович.
Після обрання Максимчук Н. В. на посаду голови виконкому на роботу у бібліотеку прийнята Якось Ніна Петрівна (яка згодом переїхала проживати в Херсонську область), але пропрацювала вона не довго.
В 1974 році при Городищенській бібліотеці відкривається дитячий відділ, бо у селі на той час була висока народжуваність і виникла потреба у дитячій бібліотеці. На роботу приймають Бондар Ольгу Володимирівну, яка через деякий час стає завідувачкою бібліотеки, а пізніше на посаду дитячого бібліотекаря приймають на роботу Охримчук Тетяну Василівну.
Посилилось довідково-бібліографічне та інформаційне обслуговування працівників сільського господарства, групові та індивідуальні інформації про нову літературу.
В 1990 році збудовано новий будинок культури, де на другому поверсі розміщена бібліотека з читальним залом та дитячою кімнатою. Книжковий фонд становить більше 25 тис.книг, читачів— 1100, з них 360 дітей.
В бібліотеці проводяться різні масові заходи, зустрічі з молоддю, вечорниці, зустріч з ветеранами війни та праці. Бібліотека тісно працює з радгоспним виробництвом, всі працюючі є читачами бібліотеки. Пропрацювали вони разом до 2010 року, а це більше 30 років, і зараз знаходяться на заслуженому відпочинку.
3 2011 року у бібліотеці змінилися працівники, прийшла нова завідуюча бібліотеки Ворушило Олена Сергіївна та бібліотекар Бондар Надія Вікторівна.
Пропрацювали вони разом до 2022 року, а потім залишилася працювати один бібліотекар Бондар Надія Вікторівна і працює по даний час.
У 2016 році бібліотеку було переведено у підпорядкування Судилківської сільської ради Судилківська сільська громада під час децентралізації. З 2022 року бібліотека стала філією №4 Центральної бібліотеки Судилківської сільської ради. Адреса закладу: Хмельницька область, Шепетівський район, с. Городище, вулиця Миколи П'яскорського, будинок 77/1.
В бібліотеці на даний час працює Цифровий ХАБ, є комп'ютери, які підключені до інтернету, копіювально-розмножувальна техніка та можливість доступу до Wi-Fi. Книжковий фонд  на 1.01.2025р. становить 6546 документів та 834 користувачі.

## Примітки

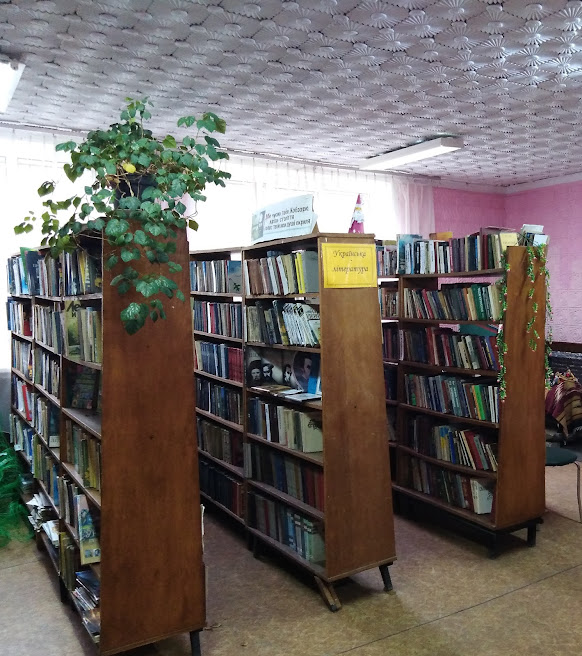
Книжковий фонд

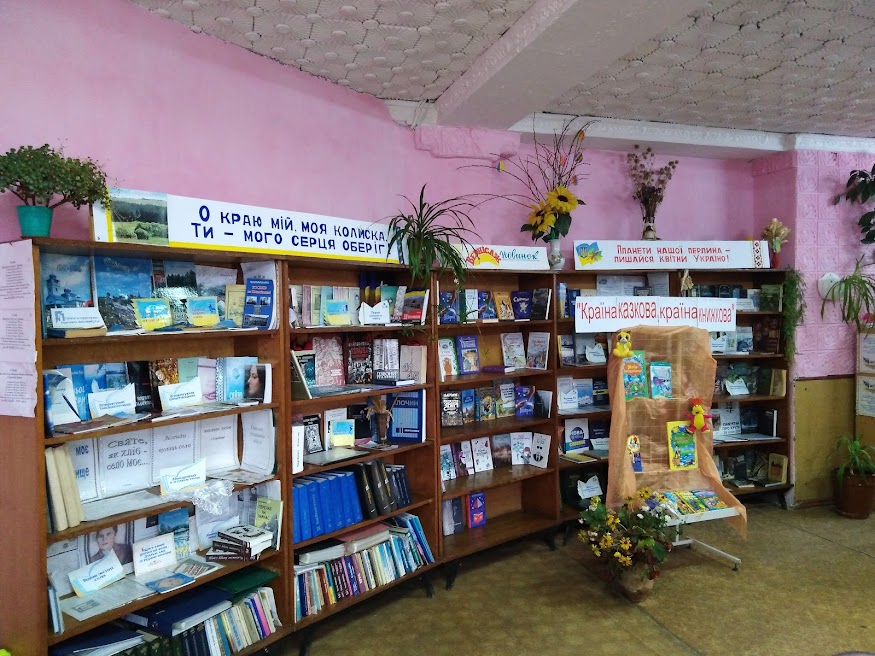
Виставки

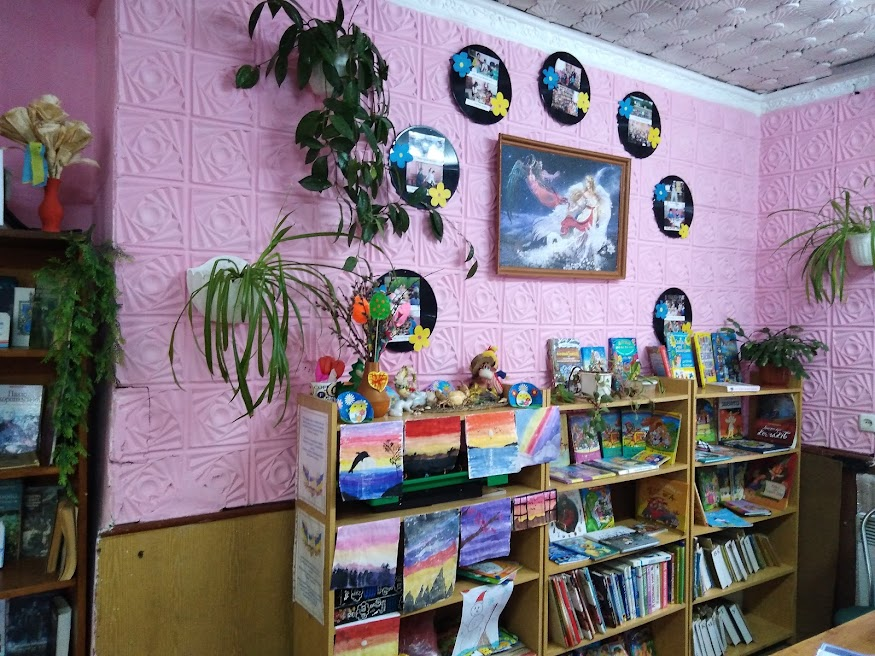
Дитяча література